# HD 28185 b
HD 28185 b是一顆位於波江座的太陽系外行星，距離地球約138光年，母恆星是類似太陽的HD 28185。該行星於2001年4月由智利拉西拉天文台的CORALIE攝譜儀巡天中發現，2008年由麥哲倫行星搜尋計畫確認。HD 28185 b以圓形軌道環繞母恆星，並且位於母恆星的適居帶外緣。

## 發現
就跟大部分已知的系外行星一樣，HD 28185 b是藉著偵測因為行星重力牽引對母恆星產生的徑向速度週期變化而發現，方式是藉由量測恆星光譜中的多普勒效应。2001年宣布在HD 28185有視線上週期383日的變化，而它的振幅顯示該星體質量至少是木星的5.72倍。

## 軌道與質量
HD 28185 b的公轉週期是1.04年，和其他長週期系外行星不同的是它的低軌道離心率，相當於火星的值。它的軌道完全在恆星的適居帶內。
徑向速度變化的振幅顯示它的質量至少有木星的5.7倍。但是徑向速度只能得知行星質量可能的最低值，基於軌道和觀測者視線傾斜角度，行星的真實質量可能遠比最小值高。

## 特性
因為HD 28185 b的質量相當大，一般認為它是沒有固態表面的氣體巨行星。因為目前只能以觀測母恆星的方式間接偵測到行星，目前仍無法知道它的半徑、組成和表面溫度等狀態。
因為HD 28185 b的軌道是在母恆星的適居帶內，部分科學家認為在這個行星系內可能會有生命存在。雖然目前仍不知道氣體巨行星是否會有生命存在，潮汐力交互作用模擬顯示HD 28185 b可能可以讓地球質量的衛星穩定環繞數十億年。如果這樣的衛星存在，也許就可以提供讓生物存在的環境，雖然目前仍不知道這樣的衛星是否在適居帶內形成。此外，在它的軌道的拉格朗日點如有較小的行星，也許可以讓生命長期存在。因為HD 28185 b的質量可能高達木星的6倍以上，以上兩者所述狀況是可能發生的。

## 外部連結
- . Exoplanets.   [2012-06-29]. （原始内容存档于2016-03-03）.
- HD 28185 bon '